# Marcheline Bertrand
Marcia Lynne "Marcheline" Bertrand, född 9 maj 1950 i Blue Island i närheten av Chicago i Illinois, död 27 januari 2007 i Los Angeles i Kalifornien, var en amerikansk skådespelerska. Hon var gift med Jon Voight 1971–1980 och var mor till James Haven och Angelina Jolie. Bertrand hade fransk-kanadensiskt, irokesiskt och ryskt ursprung. Hon avled i äggstockscancer.
Marcheline Bertrand medverkade bland annat i filmerna Lookin' To Get Out (1982) och Brudar på hjärnan (1983).